# 妥協
妥協（だきょう、英語 compromise）とは、何かの物事を進めるにあたって、関係する双方の意見が食い違い、そのままではそれ以上の進展が望めそうもないときに、いずれか一方が自身の意見を取り下げたり、あるいは双方が互いに相手の意見を一部容認して、歩み寄りして、問題の打開を図ること。本当は不本意なことではあるが、窮地を打開するために、自分の主義主張を取り下げ、相手に一歩譲ること。なお、お互いに妥協して物事の決着を図ることを妥結（だけつ）という。

## 派生
本来は複数の人間の間の意見、見解の衝突についていうものであるが、自分の理想、願望といったような抽象的な観念と自分自身の現実との間の妥協といったものも、「妥協」して語られることがある。たとえば、就職先、結婚相手などについては、「妥協」という表現で語られることがある。
大塚英志は漫画雑誌の編集者であったときに「編集は妥協だ」との言葉を残している。